# Dobrowody (obwód czerkaski)
Dobrowody (ukr. Доброводи) – wieś na Ukrainie, w obwodzie czerkaskim, w rejonie humańskim. W 2001 roku liczyła 975 mieszkańców.
W IV tys. p.n.e. w miejscu tym znajdowała się osada kultury trypolskiej, w której zamieszkiwało ok. 10 000 osób, co czyniło ją największym skupiskiem ludzi (miastem) tamtych czasów.